# Jarkko Nieminen
Jarkko Nieminen (Masku, 23 juli 1981) is een professioneel Fins tennisser.
Nieminen heeft in zijn carrière viermaal een ATP-titel veroverd, twee in het enkelspel en twee in het dubbelspel. Het beste resultaat van Nieminen op Grandslamtoernooien zijn de kwartfinaleplaatsen op de US Open 2005, Wimbledon 2006 en de Australian Open 2008.
Nieminen is de hoogst genoteerde Fin ooit in de geschiedenis van het herenenkeltennis. Nieminen is tevens de enige Finse winnaar van een ATP-titel ooit, ook heeft hij als enige Fin de kwartfinale van een Grandslamtoernooi bereikt.

## Carrière

### 1999
- Versloeg de Deen Kristian Pless in de finale van het jeugdtoernooi van de US Open, om zo zijn eerste jeugdgrandslam te winnen.
- Eindigde het jaar als 9e op de juniorenwereldranglijst.
- Maakte zijn Davis Cup-debuut, tegen Italië, hierin verloor hij van Andrea Gaudenzi.

### 2000
- Boekte zijn eerste Davis Cup-overwinning tegen de Zweed Mikael Tillström.

### 2001
- Werd de eerste Fin sinds 1981 die de finale van een ATP-toernooi bereikte, hij versloeg hiervoor Younes El Aynaoui, Thomas Johansson en Thomas Enqvist voordat hij in de finale met 5 sets verloor van de Nederlander Sjeng Schalken.
- Zette een 38 tegenover 12 (winst/verlies) neer bij Challengertoernooien, won vier titels.
- Eindigde het jaar voor het eerst in de top 100.

### 2002
- Behaalde finales van de ATP-toernooien van Estoril en Mallorca, verloor daar respectievelijk van David Nalbandian en Gastón Gaudio.
- Werd de eerste Fin in de geschiedenis die een tennisseizoen afsloot in de top 50.

### 2003
- Behaalde zijn vierde ATP-finale, ditmaal verloor hij van Roger Federer in München.
- Slaagde erin de vierde ronde te behalen op Roland Garros, verloor daarin van Fernando González.
- Behaalde zijn beste ranking tot 2006, de 27e positie.

### 2004
- Kwam voor Finland uit op de Olympische Zomerspelen 2004 in Athene, verloor in de 2e ronde van Maks Mirni.
- Eindigde voor de vierde maal op rij het seizoen in de top 100, ondanks een drie maanden durende blessure.

### 2005
- Versloeg nummer 7 van de wereld Andre Agassi in de eerste ronde van Roland Garros 2005 in een vijfsetter.
- Werd verslagen door Lleyton Hewitt in de kwartfinale van de US Open 2005, nadat hij de eerste Fin ooit in de kwartfinale van een grand slam was geworden.

### 2006
- Won zijn eerste ATP-titel door in de finale van het ATP-toernooi van Auckland Mario Ančić te verslaan.
- Behaalde driemaal de kwartfinale bij een ATP Masters Seriestoernooi, in Toronto en Parijs.
- Bereikte voor het eerst de top 20 van de wereldranglijst.
- Verloor in de kwartfinale van Wimbledon 2006 van de uiteindelijke finalist Rafael Nadal.
- Bereikte zijn zesde ATP-finale, hij verloor in Stockholm echter van James Blake.

### 2007
- Won zijn eerste ATP-dubbeltitel door met zijn partner Robert Lindstedt Aisam-ul-Haq Qureshi en Rohan Bopanna te verslaan in het ATP-toernooi van Mumbai.
- Verloor de finale van het ATP-toernooi van Bazel van Roger Federer.

### 2008
- Verloor in het eerste toernooi van het jaar de finale van het ATP-toernooi van Adelaide van Michaël Llodra.

### 2009
- Verloor de finale van het ATP-toernooi van Sydney van David Nalbandian en moest een week later in de eerste ronde van Australian Open 2009 opgeven.

## Palmares
| Legenda                       | Legenda               |
| ----------------------------- | --------------------- |
| Grand Slam                    |                       |
| Olympische Spelen             |                       |
| tot 2009                      | vanaf 2009            |
| Tennis Masters Cup            | ATP Finals            |
| ATP Masters Series            | ATP Tour Masters 1000 |
| ATP International Series Gold | ATP Tour 500          |
| ATP International Series      | ATP Tour 250          |

### Enkelspel
| Nr.              | Datum           | Toernooi       | Ondergrond    | Tegenstander in finale | Score                   | Details |
| ---------------- | --------------- | -------------- | ------------- | ---------------------- | ----------------------- | ------- |
| Gewonnen finales |                 |                |               |                        |                         |         |
| 1.               | 14 januari 2006 | ATP Auckland   | Hardcourt     | Mario Ančić            | 6-2, 6-2                | Details |
| 2.               | 15 januari 2012 | ATP Sydney     | Hardcourt     | Julien Benneteau       | 6-2, 7-5                | Details |
| Verloren finales |                 |                |               |                        |                         |         |
| 1.               | 29 oktober 2001 | ATP Stockholm  | Hardcourt (i) | Sjeng Schalken         | 6-3, 3-6, 3-6, 6-4, 3-6 | Details |
| 2.               | 15 april 2002   | ATP Estoril    | Gravel        | David Nalbandian       | 4-6, 6-7(5)             | Details |
| 3.               | 6 mei 2002      | ATP Mallorca   | Gravel        | Gastón Gaudio          | 2-6, 3-6                | Details |
| 4.               | 5 mei 2003      | ATP München    | Gravel        | Roger Federer          | 1-6, 4-6                | Details |
| 5.               | 16 oktober 2006 | ATP Stockholm  | Hardcourt (i) | James Blake            | 4-6, 2-6                | Details |
| 6.               | 28 oktober 2007 | ATP Bazel      | Hardcourt (i) | Roger Federer          | 3-6, 4-6                | Details |
| 7.               | 6 januari 2008  | ATP Adelaide   | Hardcourt     | Michaël Llodra         | 3-6, 4-6                | Details |
| 8.               | 17 januari 2009 | ATP Sydney     | Hardcourt     | David Nalbandian       | 3-6, 7-6, 2-6           | Details |
| 9.               | 3 oktober 2010  | ATP Bangkok    | Hardcourt (i) | Guillermo García López | 4-6, 6-3, 4-6           | Details |
| 10.              | 23 oktober 2011 | ATP Stockholm  | Hardcourt (i) | Gaël Monfils           | 5-7, 6-3, 2-6           | Details |
| 11.              | 25 mei 2013     | ATP Düsseldorf | Gravel        | Juan Mónaco            | 4-6, 3-6                | Details |

### Dubbelspel
| Nr.                          | Datum             | Toernooi      | Ondergrond    | Partner          | Tegenstanders in finale            | Score               | Details |
| ---------------------------- | ----------------- | ------------- | ------------- | ---------------- | ---------------------------------- | ------------------- | ------- |
| Gewonnen finales herendubbel |                   |               |               |                  |                                    |                     |         |
| 1.                           | 1 oktober 2007    | ATP Mumbai    | Hardcourt     | Robert Lindstedt | Rohan Bopanna Aisam-ul-Haq Qureshi | 7-6(3), 7-6(5)      | Details |
| 2.                           | 1 augustus 2010   | ATP Gstaad    | Gravel        | Johan Brunström  | Marcelo Melo Bruno Soares          | 6–3, 6–7(4), [11–9] | Details |
| Verloren finales herendubbel |                   |               |               |                  |                                    |                     |         |
| 1.                           | 29 september 2003 | ATP Bangkok   | Hardcourt (i) | Andrew Kratzmann | Jonathan Erlich Andy Ram           | 3-6, 6-7(4)         | Details |
| 2.                           | 15 februari 2009  | ATP San José  | Hardcourt (i) | Rohan Bopanna    | Radek Štěpánek Tommy Haas          | 2-6, 3-6            | Details |
| 3.                           | 24 oktober 2010   | ATP Stockholm | Hardcourt (i) | Johan Brunström  | Eric Butorac Jean-Julien Rojer     | 3-6, 4-6            | Details |
| 4.                           | 15 januari 2012   | ATP Sydney    | Hardcourt     | Matthew Ebden    | Bob Bryan Mike Bryan               | 1-6, 4-6            | Details |

## Prestatietabel
| Legenda | Legenda                          |
| ------- | -------------------------------- |
| g.t.    | geen toernooi gehouden           |
| l.c.    | lagere categorie                 |
| –       | niet deelgenomen                 |
| G       | uitgeschakeld in de groepsfase   |
| 1R      | uitgeschakeld in de eerste ronde |
| 2R      | uitgeschakeld in de tweede ronde |
| 3R      | uitgeschakeld in de derde ronde  |
| 4R      | uitgeschakeld in de vierde ronde |
| KF      | uitgeschakeld in de kwartfinale  |
| HF      | uitgeschakeld in de halve finale |
| F       | de finale verloren               |
| W       | het toernooi gewonnen            |
| w-v     | winst/verlies-balans             |

### Prestatietabel grand slam, enkelspel
| Toernooi        | 2002 | 2003 | 2004 | 2005 | 2006 | 2007 | 2008 | 2009 | 2010 | 2011 | 2012 | 2013 |
| --------------- | ---- | ---- | ---- | ---- | ---- | ---- | ---- | ---- | ---- | ---- | ---- | ---- |
| Australian Open | 1R   | 3R   | 2R   | 3R   | 3R   | 2R   | KF   | 1R   | 2R   | 1R   | 1R   | 2R   |
| Roland Garros   | 3R   | 4R   | –    | 2R   | 1R   | 3R   | 3R   | –    | 1R   | 1R   | 2R   |      |
| Wimbledon       | 2R   | 3R   | –    | 1R   | KF   | 3R   | 2R   | –    | 2R   | 1R   | 2R   |      |
| US Open         | 1R   | 2R   | 1R   | KF   | 1R   | 1R   | 3R   | 2R   | 1R   | 1R   | 2R   |      |

### Prestatietabel grand slam, dubbelspel
| Toernooi        | 2003 | 2004 | 2005 | 2006 | 2007 | 2008 | 2009 | 2010 | 2011 | 2012 |
| --------------- | ---- | ---- | ---- | ---- | ---- | ---- | ---- | ---- | ---- | ---- |
| Australian Open | 1R   | –    | 2R   | 2R   | 1R   | 2R   | 2R   | HF   | 2R   | 1R   |
| Roland Garros   | 2R   | –    | –    | 1R   | 1R   | 2R   | –    | 1R   | 1R   | 1R   |
| Wimbledon       | 1R   | –    | –    | 1R   | 2R   | –    | –    | 1R   | 1R   |      |
| US Open         | –    | –    | 1R   | 3R   | 2R   | KF   | 2R   | 2R   | 1R   |      |

## Trivia
- Nieminen is getrouwd met de badmintonster Anu Nieminen.
- Koningin Elizabeth II woonde in 2010 de Wimbledon wedstrijd in de tweede ronde van Andy Murray tegen Jarkko Nieminen bij op 24 juni 2010.[1]